# Тенкава
Тенкава (яп. 天川村 Тэнкава-мура) — село в Японии, находящееся в уезде Йосино префектуры Нара. Площадь села составляет 175,70 км², население — 1384 человека (1 августа 2014), плотность населения — 7,88 чел./км².

## Географическое положение
Село расположено на острове Хонсю в префектуре Нара региона Кинки. С ним граничат город Годзё и сёла Куротаки, Каваками, Камикитаяма.

## Население
Население села составляет 1384 человека (1 августа 2014), а плотность — 7,88 чел./км². Изменение численности населения с 1980 по 2005 годы:
| 1980 | 3207 чел. |  |
| 1985 | 2731 чел. |  |
| 1990 | 2519 чел. |  |
| 1995 | 2310 чел. |  |
| 2000 | 2104 чел. |  |
| 2005 | 1800 чел. |  |

## Символика
Деревом села считается криптомерия, цветком — Magnolia sieboldii, птицей — Erithacus akahige.